# Dolní Krupá (zámek)
Zámek Dolní Krupá se nachází na návsi, v obci Dolní Krupá v okrese Havlíčkův Brod v těsné blízkosti další místní památky, kostela sv. Víta.

## Historie

### Tvrz
Zámku předcházela tvrz, jejíž rok založení není znám. V roce 1502 se po ní píše Jindřich Špetle z Prudic, jenž do té doby sídlil na Ronovci. V letech 1510-1580 byla Krupá v držení Haugviců z Biskupic. Z roku 1533 pochází přímá zmínka o tvrzi. Roku 1580 připojili Trčkové z Lípy statek k panství Světlá, jehož součástí byla do roku 1636. Po Bílé hoře došlo ke konfiskaci majetku Jana Rudolfa Trčky z Lípy a při této příležitosti není tvrz zmiňována.

### Zámek

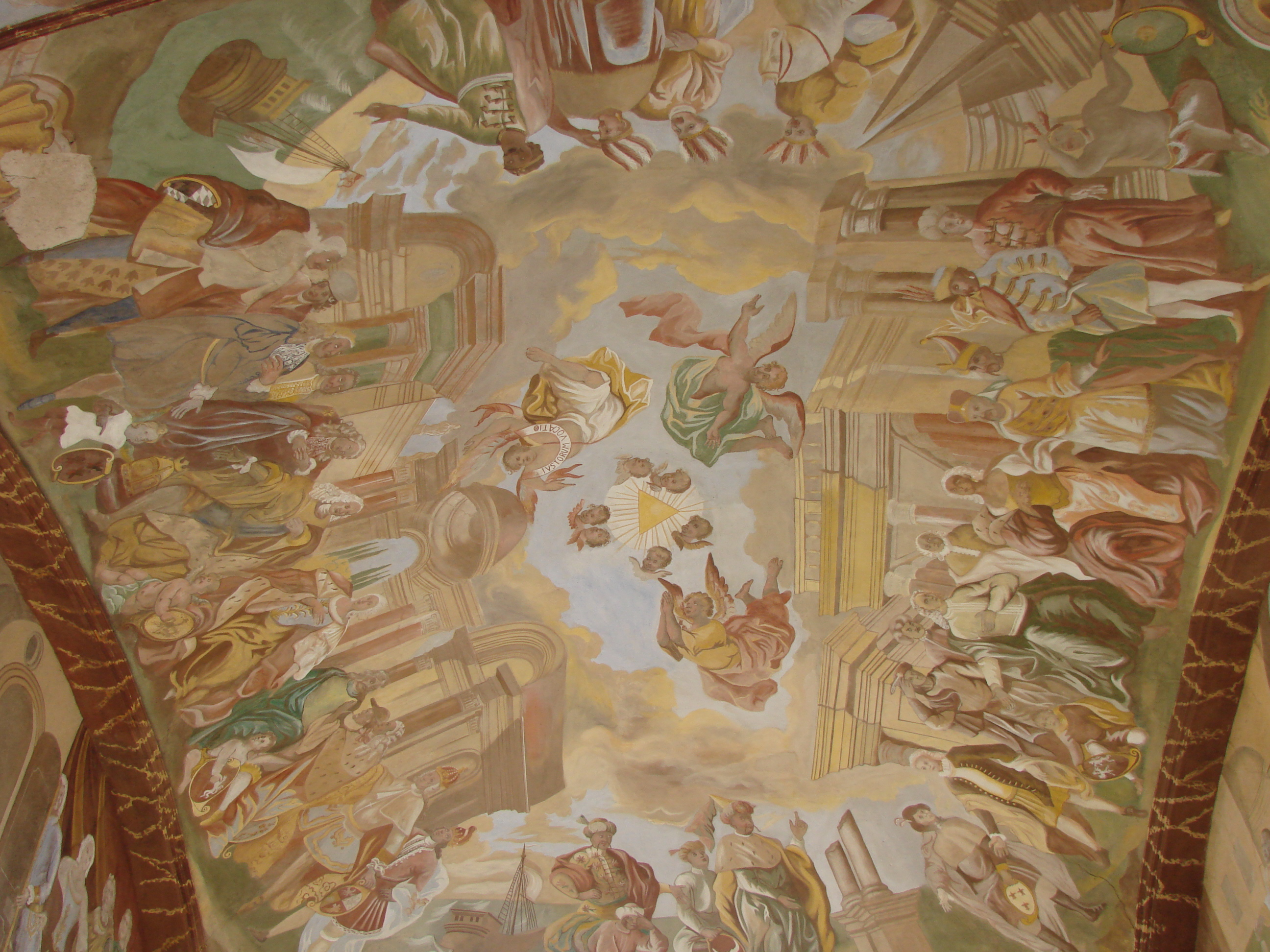
Stropní freska Hold národů císařovně Marii Terezii z let 1750 - 1755 nacházející se v hale v prvním poschodí zámku

Roku 1651 Krupou zakoupil Jan Mencl z Bernfelsu, který nechal tvrz opravit ve stylu raně barokního zámku. Roku 1664 panství získal Jan Jeroným z Löwenfelsu, který nechal u zámku obnovit kostel. Jeho dcera pak přenesla Krupou do vlastnictví Schönowtzů z Ungarswertu, kteří ji vlastnili do roku 1830. Následně docházelo k častému střídání majitelů a roku 1945 přešel zámek do družstva lihovarníků, od něhož jej roku 1948 získala obec.

### Současnost
Poslední přestavbou prošel ve 2. polovině 20. století, kdy byl přizpůsoben ke kulturním účelům (nachází se zde sál, kuchyně, hospoda) a pro potřeby mateřské školy. Funguje v němž též vlastivědné muzeum, vystavující zejména archeologické nálezy ze zříceniny hradu Ronovec.